# 八木田 (福島市)
八木田（やぎた）は、福島県福島市の大字である。郵便番号は960-8165。

## 地理
福島市街地南西に隣接する吉井田地域に属し、地区北側に位置する。北で野田町一丁目、六丁目と、北東で須川町と、東で方木田と、南で吉倉と、西で仁井田とそれぞれ隣接する。概ね町村制施行以前の八木田村の流れを汲む地域である。荒川右岸に広がる平地であり、福島県道126号福島微温湯線や福島市道27号方木田茶屋下線といった幹線道路沿いに商業施設が立地し、またその周辺から南側にかけてを中心に住宅地が広がる。一方荒川沿いの北側の地域は旧来の水田や果樹園が広がる風景が見られる。上町に所在する福島警察署及び郷野目に所在する福島南消防署杉妻出張所がそれぞれ管轄にあたる。

### 河川
- 荒川

### 主な字
- 伊賀内
- 井戸上
- 榎内
- 川原内
- 北ノ内
- 神明
- 水神
- 中島
- 並柳

## 歴史
- 1889年（明治22年）4月1日 - 町村制の施行により信夫郡吉井田村が発足。旧八木田村域は吉井田村の大字となる。
- 1955年（昭和30年） 3月31日 - 吉井田村が福島市へ編入され、福島市の大字となる。

## 世帯数と人口
2022年（令和4年）3月31日現在の世帯数と人口は以下の通りである。
| 大字   | 世帯数   | 人口   |
| ------ | -------- | ------ |
| 八木田 | 1517世帯 | 3187人 |

## 小・中学校の学区
市立小・中学校に通う場合、学区は以下の通りとなる。
| 番地 | 小学校               | 中学校             |
| ---- | -------------------- | ------------------ |
| 全域 | 福島市立吉井田小学校 | 福島市立岳陽中学校 |

## 交通

### 鉄道
域内に鉄道施設は存在しない。

### 道路
- 福島県道126号福島微温湯線
  - 八木田橋（荒川）
- 福島市道27号方木田茶屋下線
  - 上八木田橋（荒川）

### バス
福島交通路線バス
- （福島駅方面） - 西高校入口 - 八木田 - 榎内 - 北の内 - （土船方面）
  - 土船

## 施設
- 福島大学附属特別支援学校
- 白百合幼稚園
- 荒川桜づつみ河川公園
- 川原内運動公園
- いちい パワーデポ八木田
  - サンドラッグ 八木田店
- ハシドラッグ 八木田店
- 岩瀬書店 八木田店プラスゲオ
- クラロン